# 62503 Tomcave
62503 Tomcave è un asteroide della fascia principale. Scoperto nel 2000, presenta un'orbita caratterizzata da un semiasse maggiore pari a 2,7077800 UA e da un'eccentricità di 0,1651468, inclinata di 14,20233° rispetto all'eclittica.